# Gorman (Maryland)
Pour les articles homonymes, voir Gorman.
Gorman est une census-designated place située dans le comté de Garrett, dans l’État du Maryland, aux États-Unis. Lors du recensement de 2020, elle comptait 85 habitants.